# Braunhals-Säbelschnäbler
Der Braunhals-Säbelschnäbler (Recurvirostra americana) oder Amerikanische Säbelschnäbler ist eine Vogelart aus der Familie der Säbelschnäbler (Recurvirostridae).

## Erscheinungsbild
Der Braunhals-Säbelschnäbler erreicht eine Körperlänge von 45 Zentimeter und eine Flügelspannweite von 68 Zentimeter.
Ausgewachsene Vögel haben lange Beine, einen langen, vorne leicht nach oben gebogenen Schnabel. Die Körperunterseite ist weiß gefiedert und zeigt auf dem Rücken sowie den Flügeln klar abgegrenzte schwarz-weiße Flächen. Im Prachtkleid haben Amerikanische Säbelschnäbler einen rostbraunen Hals. Bei Männchen ist die Farbe etwas intensiver als bei Weibchen.
Im Schlichtkleid kann der Braunhals-Säbelschnäbler mit dem in Eurasien verbreiteten Säbelschnäbler verwechselt werden. Das Verbreitungsgebiet der beiden Arten überlappt sich jedoch nicht. Die rostfarbene Färbung des Halses im Prachtkleid ist nur für den Amerikanischen Säbelschnäbler charakteristisch.

## Verbreitungsgebiet
Braunhals-Säbelschnäbler brüten in den Sumpfgebieten und flachen Seen der Prärie im mittleren Westen und an der pazifischen Küste von Nordamerika. Sie errichten ihre Nester auf dem Boden und brüten häufig in kleinen Gruppen.
Amerikanische Säbelschnäbler sind Zugvögel und überwintern an der südlichen Atlantik und Pazifikküste von Mexiko und den USA.

## Lebensweise
Ihre Nahrung suchen Braunhals-Säbelschnäbler im flachen Wasser oder in Sumpfflächen. Typisch für sie ist ebenso wie beim europäischen Säbelschnäbler, dass sie dabei unter seitlichen Kopfbewegungen nach Nahrung suchen. Sie leben vorwiegend von Wasserinsekten und kleinen Krebstierchen.

## Galerie

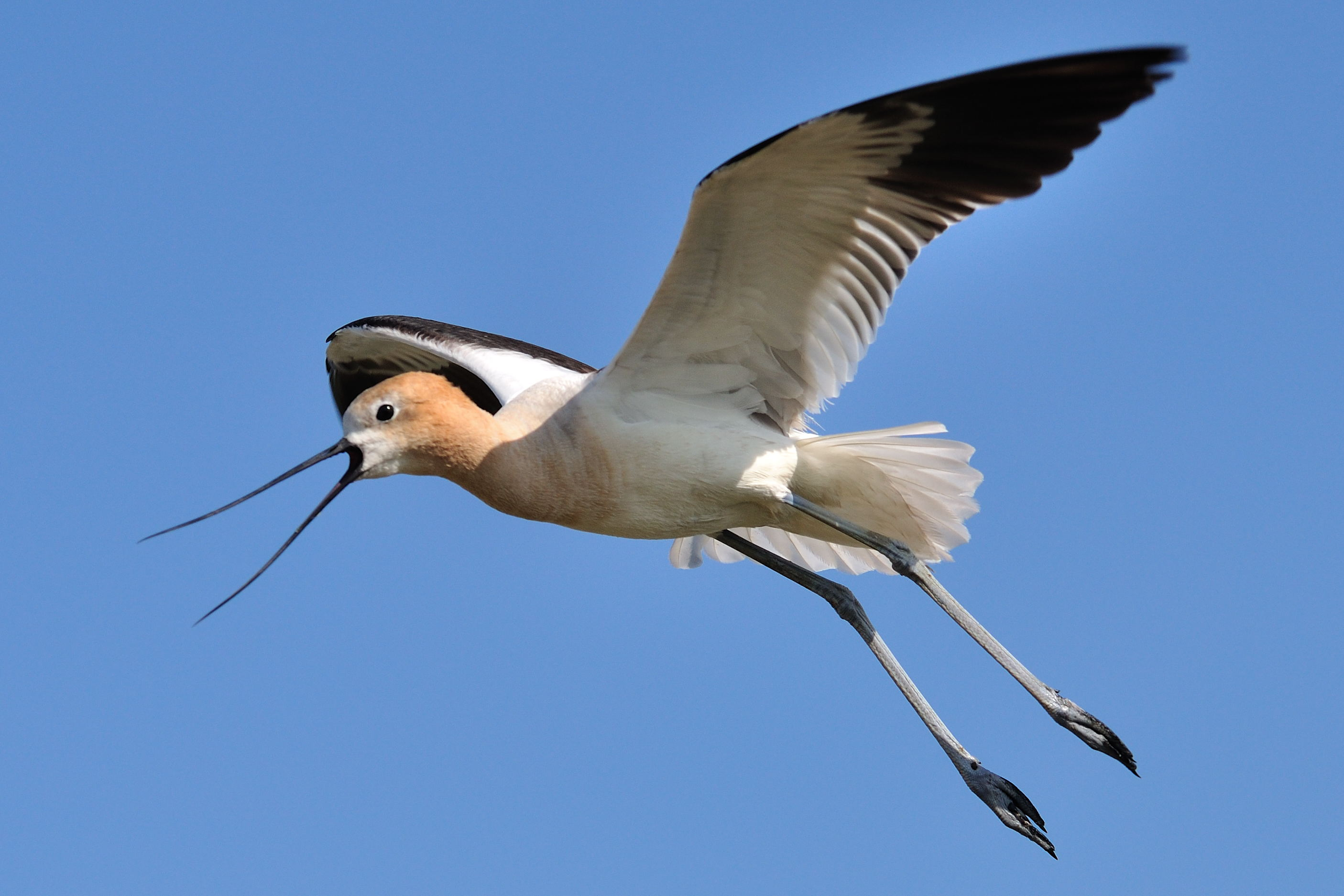
Ein adultes Exemplar im Prachtkleid fliegt vorbei.
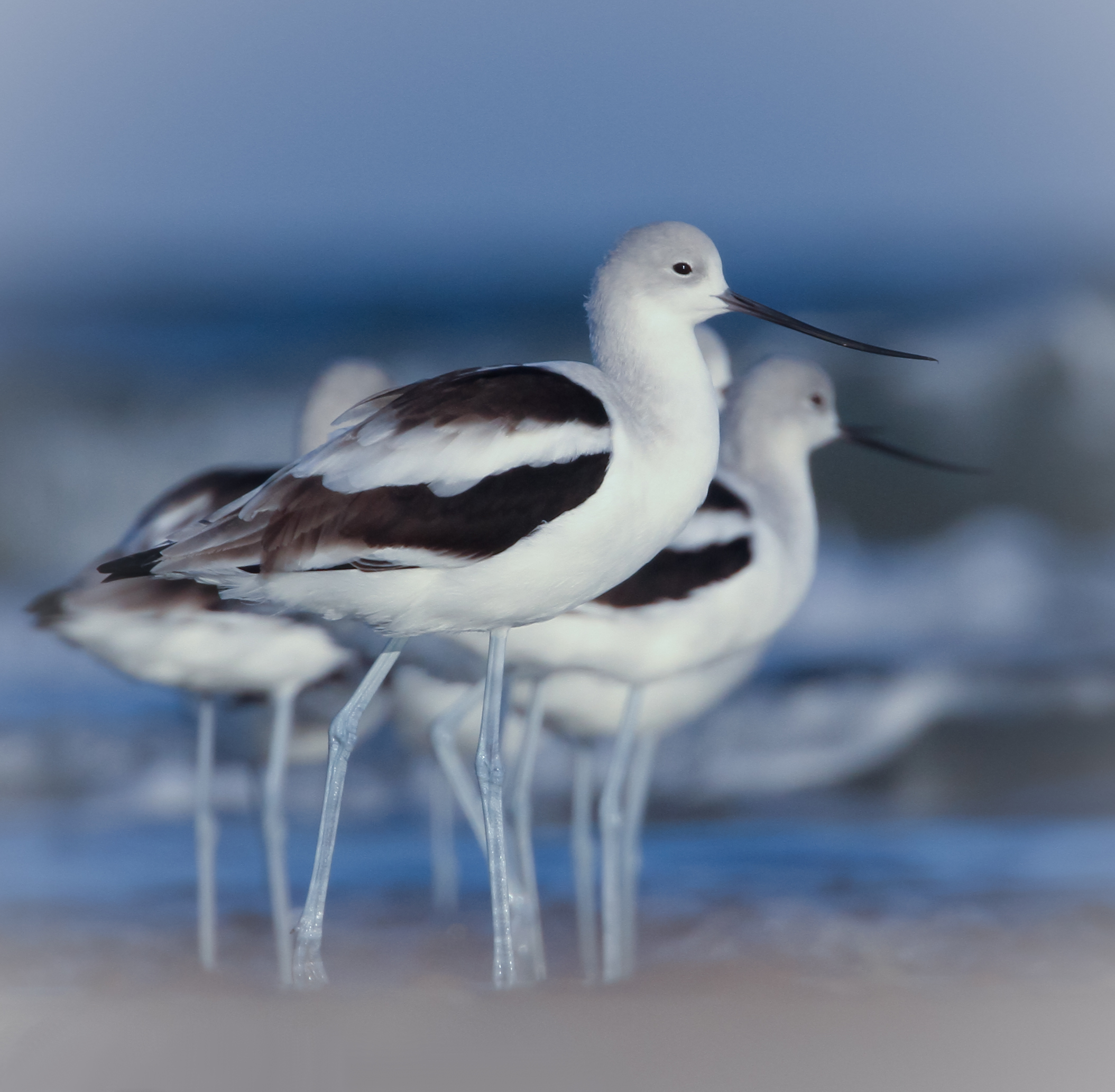
Braunhals-Säbelschnäbler im Winterkleid
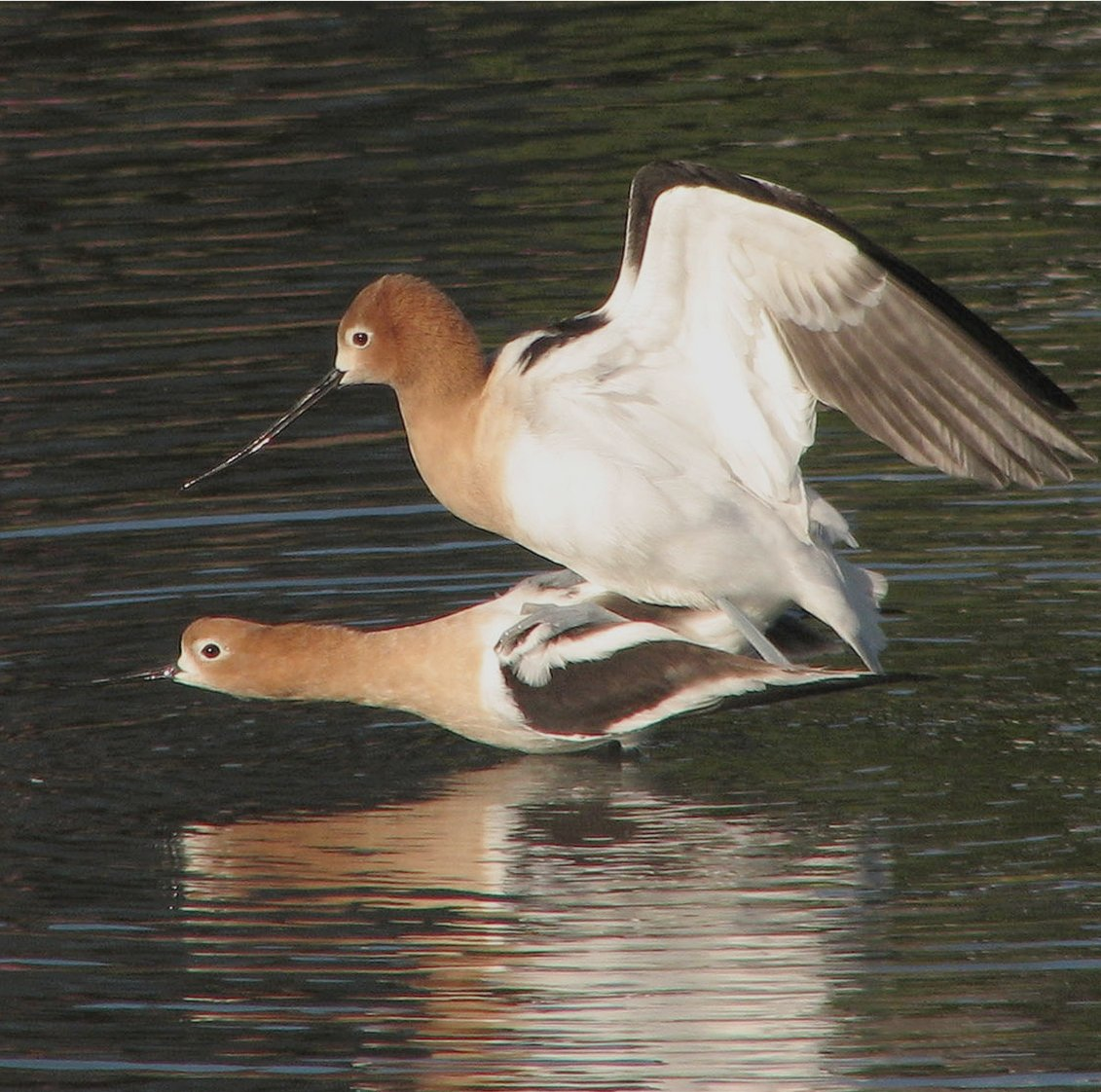
Paarung
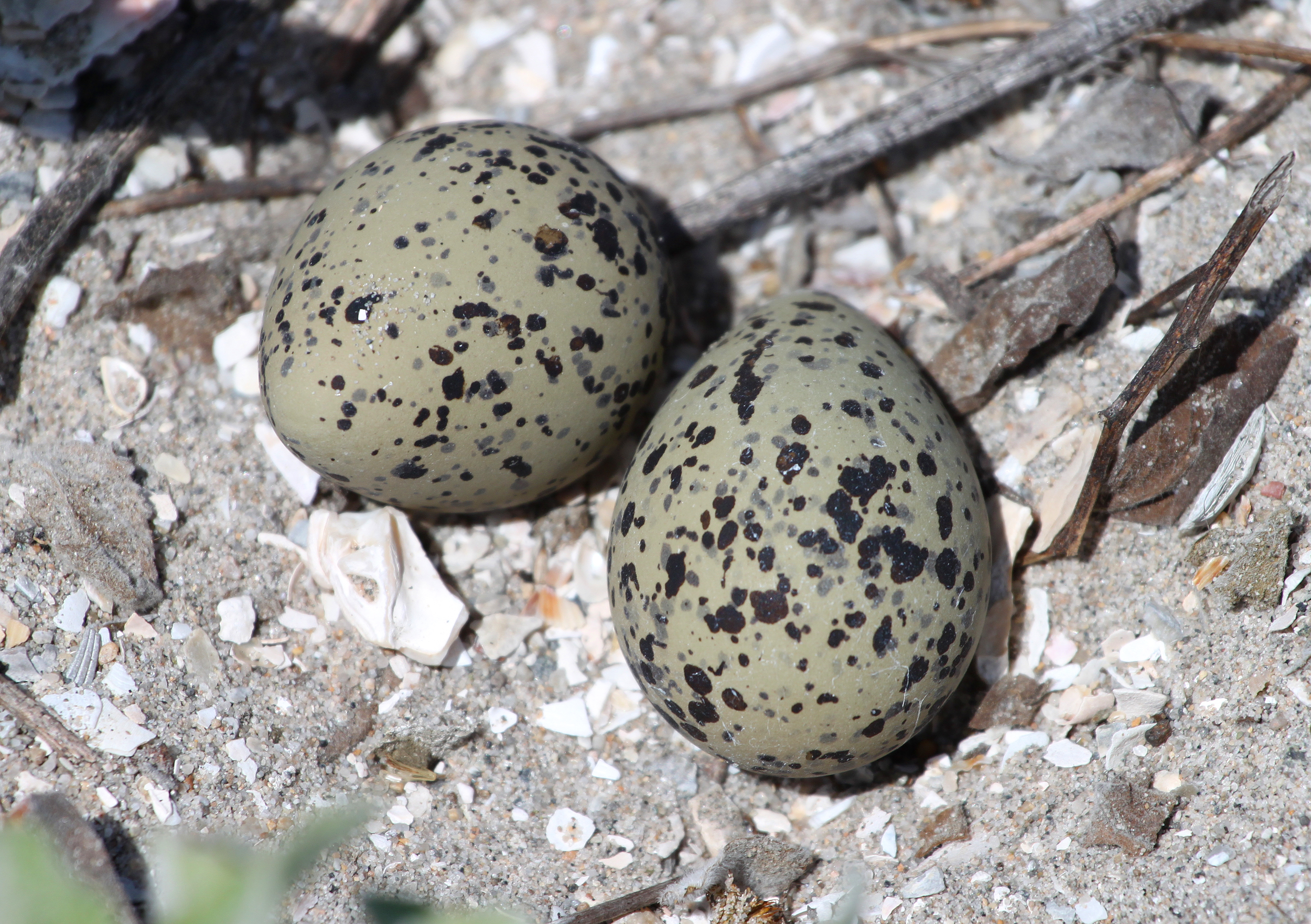
Nest mit Eiern
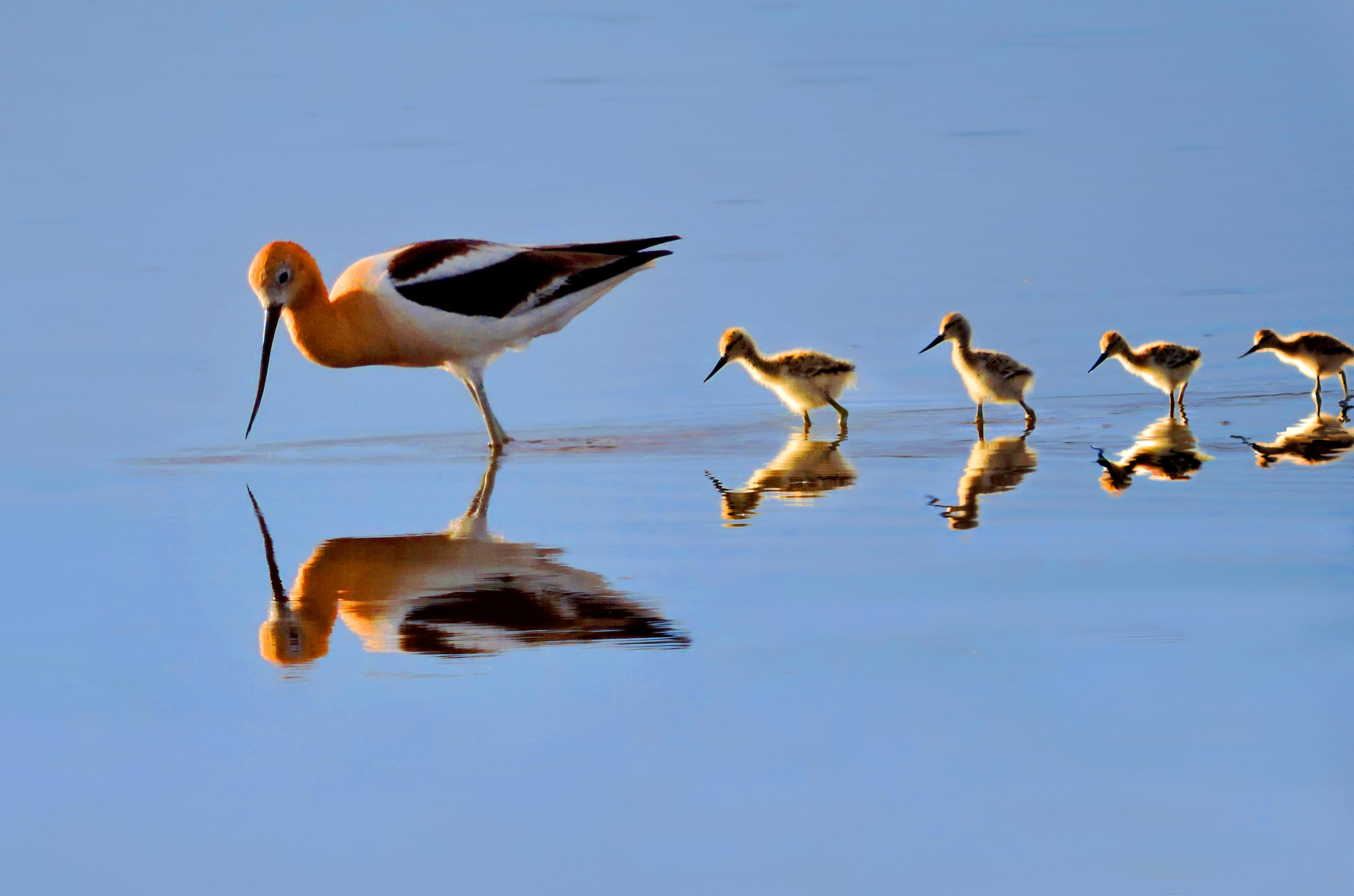
Ein Adultus mit Jungvögel

## Belege